# Luci Aurunculeu
Luci Aurunculeu (en llatí Lucius Aurunculeius) va ser un magistrat romà del segle ii aC.
Va ser pretor urbà l'any 190 aC i un dels deu comissionats o ambaixadors enviats a Àsia el 188 aC per arreglar els afers a la zona després de la guerra amb el rei selèucida Antíoc III el Gran.